# Thompsonella
Thompsonella ist eine Pflanzengattung aus der Familie der Dickblattgewächse (Crassulaceae).

## Beschreibung

### Vegetative Merkmale
Die Arten der Gattung Thompsonella sind kahle, ausdauernde krautige Pflanzen oder Halbsträucher. Sie bilden stammlose oder fast stammlose, mehr oder weniger flache Blattrosetten von bis zu 42 Zentimeter Durchmesser. Die Rosetten bestehen aus 10 bis 25 stängelumfassenden, dickfleischigen, flachen oder etwas bis stark rinnigen und oft bläulich überhauchten Laubblättern mit geraden oder gewellten Rändern. Die (fast) sitzenden, geruchlosen Blüten sind fünfzählig und obdiplostemon.

### Generative Merkmale
Der seitliche, aufrechte Blütenstand ist eine schmale Thyrse oder ist zur Spitze hin oder vollständig ährig und besteht aus 10 bis 70 Wickeln mit je ein bis zwölf Blüten.
Die Blüten sind radiärsymmetrisch mit doppelter Blütenhülle. Die freien, aufrechten bis aufsteigenden Kelchblätter sind keulenförmig und nicht gespornt. Die an der Basis kurz miteinander verwachsenen Kronblätter sind außen blässlich. Im Inneren sind sie auf blassgelblichen Untergrund mit dunklen, ineinanderfließenden, purpurroten Flecken und Linien bedeckt. Ihre schmalen Ränder sind gelblich.
Die aufrechte Balgfrucht enthält zahlreiche Samen. Die blass gelblich-braunen, glänzenden Samen sind netzartig mit unregelmäßigen Längsrippen überdeckt.

## Systematik und Verbreitung
Die Gattung Thompsonella wurde 1909 durch Britton und Rose in Contributions from the United States National Herbarium, Volume 12, S. 391 aufgestellt. Der botanische Name der Gattung Thompsonella ehrt den US-amerikanischen Botaniker Charles Henry Thompson (1870–1931).
Die Gattung Thompsonella ist von Zentral- bis Südmexiko verbreitet. Die Arten gedeihen meist auf Kalkstein.
Nach Urs Eggli besteht die Gattung Thompsonella aus den Arten:
- Thompsonella colliculosa Moran: Sie kommt im mexikanischen Bundesstaat Michoacán vor.[4]
- Thompsonella minutiflora (Rose) Britton & Rose: Sie kommt in den mexikanischen Bundesstaaten Morelos, Oaxaca, Puebla und Tlaxcala vor.[5]
- Thompsonella mixtecana J.Reyes & L.G.López: Sie kommt im mexikanischen Bundesstaat Oaxaca vor.[4]
- Thompsonella platyphylla Rose: Sie kommt im mexikanischen Bundesstaat Guerrero vor.[4]
- Thompsonella spathulata Kimnach: Sie kommt im mexikanischen Bundesstaat Oaxaca vor.[4]
- Thompsonella xochipalensis M.Gual Diaz, S.Peralta & Pérez-Calix: Sie wurde 1997 aus dem mexikanischen Bundesstaat Guerrero erstbeschrieben.[4]

Neu hinzugekommen sind seit 2003 zwei Arten:
- Thompsonella garcia-mendozae P.Carrillo & Pérez-Calix: Sie wurde 2006 aus dem mexikanischen Bundesstaat Michoacán erstbeschrieben.[4]
- Thompsonella nellydiegoae P.Carrillo & Pérez-Calix: Sie wurde 2008 aus den mexikanischen Bundesstaaten Puebla, Guerrero und Oaxaca erstbeschrieben.[4]

## Nachweise